# Интернационал на противниците на войните
Интернационалът на противниците на войните (на английски: War Resisters' International) (WRI) е международна мрежа от пацифистки и антимилитаристични асоциации със седалище в Лондон. Състои се от над 80 свързани групи в 40 страни.

## Цели
Хартата и гласи в член 1: „Войната е най-голямото престъпление срещу човечеството. Затова съм решен да не подкрепям никаква война и да работя за премахване на всички причини за войната.“
Една от основните цели на WRI е да подкрепи отказалите се от военна служба по съвест, особено в страни, където възражението не се признава, чрез информационни кампании, посещения в затвори, подкрепа с адвокати и натиск върху правителствата. Всяка година за тях тя публикува Почетния списък на затворниците за мир и организира на 15 май празник, посветен на тях: през 2002 г. организира ненасилствена директна акция в щаба на НАТО в Брюксел в подкрепа на движенията на противниците от Балканите, през 2003 г. са проведени демонстрации в Тел Авив, Израел и през 2004 г. в Чили.

## История
WRI е основана през 1921 г. в Билтховен, Холандия, благодарение на приноса на английския журналист Арчибалд Фенър Брокуей, който вече е основал стипендията за ненабиране по време на Първата световна война с цел да противодейства на навлизането на задължителната наборна служба във Великобритания. За кратко време тя се превръща в най-голямата пацифистка организация, възникнала след конфликта. Още през 1928 г. тя може да разчита на стотици хиляди членове в Европа и Съединените щати и също така се установява на Изток. След назначаването му за президент на Независимата лейбъристка партия, Брокуей предава ръководството на WRI на лорд Артуро Понсънби.
През 1975 г. първата жена е назначена за президент, Миртъл Соломон, която също присъства на Похода за мир Перуджа-Асизи през 1985 г.
Движението е дълго време подкрепяно от Алберт Айнщайн по време на Втората световна война.
През 2014 г. Хауърд Кларк, президент на WRI, който почива през 2013 г., е удостоен с наградата „Джеймс Лоусън“, награда, посветена на поддръжниците на гражданските права.